# Bloody Monday (serie televisiva)
Bloody Monday (Lunedì di sangue) è un dorama in due stagioni prodotto e mandato in onda da TBS tra il 2008 e il 2010 rispettivamente in 11 e 9 puntate: si tratta della versione live action della serie manga Bloody Monday (ブラッディマンデイ?, Buraddi Mandei) scritto da Ryō Ryūmon ed illustrato da Megumi Kouji e vede come protagonista maschile Haruma Miura.

## Trama
Dopo un terribile attacco biologico che annienta l'intera popolazione di una vicina città russa, l'"Unità Speciale di Pubblica Sicurezza giapponese (Japan's Public Safety Special Third Unit, nome in codice THIRD-i) raccoglie informazioni sul fatto che il prossimo obiettivo dei terroristi possa essere proprio Tokyo.
Tutti i piani segreti dell'organizzazione, con l'elenco dei prossimi siti da colpire e le loro modalità, vanno a tutti i costi trovati; questa la priorità assoluta che il governo impone all'Agenzia. Scatenare lo stesso virus, conosciuto sotto il nome in codice di 'Bloody X' e appena utilizzato in Russia, avrebbe effetti devastanti sulla capitale giapponese; si risolverebbe in un autentico sterminio di massa.
A questo punto, con milioni di persone che si vengono improvvisamente a trovare in pericolo di vita, i servizi segreti chiedono l'aiuto di un giovane genio hacker di nome Fujimaru, e lo reclutano con l'obiettivo di fargli scoprire quel ch'è realmente accaduto nella cittadina russa di confine Vladivostok. Man mano che il ragazzo si addentra nel caso, però, ecco sopravvenire forze più grandi di lui, che non aveva minimamente immaginato.
Il suo coinvolgimento in tutta la faccenda sarà determinante per sbrogliare la matassa e risolvere l'enigma: da un certo momento in poi si renderà conto che potrà far affidamento esclusivamente su se stesso (nessuno difatti, nemmeno all'interno della polizia, risulta più al di sopra d'ogni sospetto). Le sue abilità informatiche saranno messe al servizio della popolazione indifesa.
Dovrà riuscire a svelare le trame sinistre che si celano dietro la fantomatica organizzazione terroristica e rivelare al mondo intero la verità, anche a costo di andar contro amici e familiari.
La 2ª stagione della serie viene invece ambientata due anni dopo questi eventi, quando un velivolo con al suo interno un nuovo tipo di potentissima arma nucleare minaccia la sicurezza del Giappone.

## Episodi
| Nº                           | Giapponese 「Kanji」 - Rōmaji | In onda          | In onda |
| Nº                           | Giapponese 「Kanji」 - Rōmaji | Giapponese       |         |
| Prima stagione (11 episodi)  | |                  |         |
| 1                            | 「日本最後の日! 1人の命か!? 1000万人の命か!? 最凶ウイルステロの陰謀と 伝説の天才ハッカーの闘いが いよいよ今夜はじまる!!」 - Nihonsaigo no nichi! 1 nin no inochi ka!? 1000 bannin no inochi ka!? sai kyō uirusutero no inbō to densetsu no tensai hakka no tatakai ga iyoiyo konya hajimaru!!                                                                           | 11 ottobre 2008  |         |
| 2                            | 「ウイルステロついに勃発!! 迫り来る日本最後の日!!」 - Uirusutero tsuini boppatsu!! semari kuru nihonsaigo no nichi!! | 18 ottobre 2008  |         |
| 3                            | 「裏切り者は誰だ!? 味方に潜む敵の影!! テロ首謀者・現る」 - Uragiri mono ha dare da!? mikata ni hisomu teki no kage!! tero shubōsha. arawaru | 25 ottobre 2008  |         |
| 4                            | 「裏切りと悲劇の女!! 明らかになる日本壊滅テロの真相!?」 - Uragiri to higeki no onna!! akiraka ninaru nippon kaimetsu tero no shinsō!? | 1º novembre 2008 |         |
| 5                            | 「東京壊滅!? 現れたテロ首謀者との生死を懸けた対決!!」 - Tōkyō kaimetsu!? araware ta tero shubōsha tono seishi wo kake ta taiketsu!! | 8 novembre 2008  |         |
| 6                            | 「日本最後の日!? 破壊と滅亡、そして父の真相が明らかに」 - Nihonsaigo no nichi!? hakai to metsubō, soshite chichi no shinsō ga akiraka ni | 15 novembre 2008 |         |
| 7                            | 「テロ全貌が今夜明らかに!! 非情な計画が日本を襲う!!」 - Tero zenbō ga konya akiraka ni!! hijō na keikaku ga nippon wo osō!! | 22 novembre 2008 |         |
| 8                            | 「遂に大量感染!? 拘置所に眠る犯罪者の大脱走計画の全貌」 - Tsuini tairyō kansen!? kōchisho ni nemuru hanzaisha no daidassō keikaku no zenbō | 29 novembre 2008 |         |
| 9                            | 「テロ最終章!! 神が与えし教祖の死、そして最後の月曜へ」 - Tero saishūshō!! kami ga atae shi kyōso no shi, soshite saigo no getsuyō he | 6 dicembre 2008  |         |
| 10                           | 「東京炎上!? 死と裏切りと絶叫の中、遂にテロ最終舞台へ」 - Tōkyō enjō!? shi to uragiri to zekkyō no naka, tsuini tero saishū butai he | 13 dicembre 2008 |         |
| 11                           | 「今夜0時東京壊滅テロ宣言へ!!生死を懸けた終幕へ」 - Konya 0 toki tōkyō kaimetsu tero sengen he!! seishi wo kake ta shūmaku he | 20 dicembre 2008 |         |
| Seconda stagione (9 episodi) | |                  |         |
| 1                            | 「今夜日本に核投下!! 最凶テロの日本再始動計画… 衝撃の首相暗殺1500万人の命が一瞬で!! 止まらない悲劇に伝説の ハッカーの孤独な戦いが今、始まる!!」 - Konya nippon ni kaku tōka!! sai kyō tero no nippon saishidō keikaku... shōgeki no shushō ansatsu 1500 bannin no inochi ga isshun de!! toma ranai higeki ni densetsu no hakka no kodoku na tatakai ga ima, hajima ru!! | 23 gennaio 2010  |         |
| 2                            | 「東京壊滅テロへ!! 迫るテロの悲劇と東京最期の日!?」 - Tōkyō kaimetsu tero he!! semaru tero no higeki to tōkyō saigo no nichi!? | 30 gennaio 2010  |         |
| 3                            | 「友情と裏切り…驚愕の毒ガステロの真相!! 味方に敵が!?」 - Yūjō to uragiri... kyōgaku no doku gasutero no shinsō!! mikata ni teki ga!? | 6 febbraio 2010  |         |
| 4                            | 「ヒロイン死す!! 裏切り者の正体分かる舞い降りる死の灰!?」 - Hiroin shisu!! uragiri mono no shōtai waka ru mai ori ru shino hai!? | 13 febbraio 2010 |         |
| 5                            | 「今夜、日本沈没!? 最悪の核が遂に!?」 - Konya, nihonchinbotsu!? saiaku no kaku ga tsuini!? | 20 febbraio 2010 |         |
| 6                            | 「最愛の友の死!? 現れた宿敵の顔は!! 最凶テロが遂に終幕!?」 - Saiai no tomo no shi!? araware ta shukuteki no kao ha!! sai kyō tero ga tsuini shūmaku!? | 27 febbraio 2010 |         |
| 7                            | 「最終決戦の時!! テロ首謀者の真相と正体!? 遂に迎えた終焉」 - Saishūkessen no toki!! tero shubōsha no shinsō to shōtai!? tsuini mukae ta shūen | 6 marzo 2010     |         |
| 8                            | 「全真相が遂に!! 首謀者は!? 原発とは!? 復讐とは!? 衝撃の真相と結末!!」 - Zen shinsō ga tsuini!! shubōsha ha!? genpatsu toha!? fukushū toha!? shōgeki no shinsō to ketsumatsu!! | 13 marzo 2010    |         |
| 9                            | 「この世の果てテロの悲劇と結末へ!! 明かされる真実と鍵」 - Kono yono hate tero no higeki to ketsumatsu he!! akiraka sareru shinjitsu to kagi | 20 marzo 2010    |         |

## Protagonisti

### Studenti
- Fujimaru Takagi, interpretato da Haruma Miura:

hacker di grandi capacità, due anni prima è riuscito a gabbare perfino il servizio di sicurezza del padre.
- Haruka Takagi, interpretata da Umika Kawashima:

sorella minore di Fujimaru, deve frequentemente sottoporsi a dialisi perché è malata ai reni. Soffre in quanto il padre è quasi sempre assente per lavoro.
- Otoya Kujo, interpretato da Takeru Satō:

caro amico di Fujimaru e membro con lui del club di giornalismo della scuola.
- Aoi Asada, interpretata da Mina Fuji:

compagna di scuola di Fujimaru e innamorata di lui. Lo aiuterà sprezzante del pericolo.
- Mako Anzai, interpretata da Eri Tokunaga:

compagna al club di giornalismo di Fujimaru e amica di Aoi.
- Hide Tachikawa, interpretato da Masahiro Hisano:

presidente del club di giornalismo. Supererà le iniziali paure e cercherà di aiutare Fujimaru, a costo della vita.

### THIRD-I
- Ryonosuke Takagi, interpretato da Tetsushi Tanaka:

padre di Fujimaru. Ad un certo punto, accusato di aver assassinato il suo diretto superiore ed esser passato dalla parte dei terroristi, dovrà scomparire e viver nascosto.
- Ikuma Kano, interpretato da Yutaka Matsushige:

vice capo della squadra operativa della THIRD-I; si presume abbia una figlia all'incirca della stessa età di Haruka. Fujimaru si dovrà confrontare subito con lui.
- Sayuri Hosho, interpretata da Nana Katase:

collega di Ikuma. Per vendetta personale è passata dalla parte dei terroristi e fa così il doppio gioco.
- Kaoru Minami, interpretata da Sei Ashina:

un ottimo agente donna, collega di Ikuma. Prende il posto di Sayuri dopo che questa muore suicida.
- Goro Kirishima, interpretato da Yu Yoshizawa:

dopo la scomparsa di Ryonosuke ne prende il posto come direttore. Dovrà sempre cercare d'essere all'altezza della situazione, anche a costo di sacrificare i propri sentimenti.
- Takao Sonoma, interpretato da Takeo Nakahara:

diretto superiore di Goro. Si rivelerà esser l'unico a conoscenza della verità riguardante Ryonosuke.
- Akira Kudo, interpretato da Masashi Kubota:

sottoposto di Ikuma.
- Miki Sawakita, interpretata da Atsuko Anami:

responsabile delle comunicazioni al quartier generale del THIRD-I.
- Saori Nakagawa, interpretata da Kana Harada:

collega e fidanzata di Goro, muore infettata dal virus.
- Junichiro Kamata, interpretato da Ayumu Saito:

prenderà provvisoriamente il posto di Goro.
- Koichi Okita, interpretato da Shunsaku Kudo:

capo di Ryonosuke, viene assassinato per strada davanti ai suoi occhi.

### Altri funzionari di polizia
- Detective Iba, interpretato da Usoh Ozaki:

si rivelerà essere al soldo dei terroristi.
- Kaitaro Yasuoka, interpretato da Akira Hamada:

Capo di gabinetto.
- Kenichi Osugi, interpretato da Toru Nakane:

Amministratore Delegato della PSIA.
- Katsuhiko Ikeda, interpretato da Joji Kokubo:

capo degli investigatori.
- Akihito Kujo, interpretato da Ryu Raita:

Ministro della Giustizia nonché nonno di Otoya.
- Funaki, interpretato da Yukijiro Hotaru:

Detective.

### Terroristi
- J-Jun Kankaki, interpretato da Hiroki Narimiya:

capo della squadra operativa dei terroristi. Nel manga è coetaneo di Fujimaru e fratellastro di Otoya; nel dorama diviene studente universitario di matematica.
- Demone Joichi, interpretato da Tet Wada:

un serial killer professionista con il tatuaggio di una farfalla sul dorso di una mano.
- Maya Orihara, interpretata da Michiko Kichise:

lavora per i terroristi, si è finta insegnante di biologia per avvicinare Fujimaru.
- Ken Ando-Bluebird, interpretato da Ryuto Yamaguchi.

hacker che lavora per J.
- Manabu Shirota, interpretato da Kenichi Takito:
- Daisuke Kobayashi, interpretato da Shota Taniguchi:
- Ryo Tanabe, interpretato da Daisuke Nagakura:
- Nozomu Arimura, interpretata da Rie Tsuneyoshi:
- Miyamoto, interpretata da Marie Abe:
- Nishida, interpretato da Yasuaki Tozawa:
- Koichi Kojima
- Takanobu Kaneko
- Shimon Kamishima, interpretato da Kyusaku Shimada:

sommo sacerdote della setta di religiosi fanatici a capo dei terroristi. Incarcerato in una cella di massima sicurezza, riuscirà ad esser liberato. Si scoprirà po esser il padre sia di J che di Otoya.

#### Star ospiti della 1ª Stagione
- Sosuke Shikimura, interpretato da Satoshi Jinbo.

amico di college di Ryonosuke ed affermato scienziato. Ha scoperto l'antidoto contro il virus, ma è anche lui che ha venduto il 'Bloody X' ai terroristi in Russia.
- Toru Nomaguchi - Ishikawa
- Arata Saeki - Asakura
- Kiyoshi Hikage, interpretato da Shiro Namiki.

professore alla scuola frequentata da Fujimaru, è in realtà un maniaco che va dietro alle ragazzine. Collaborerà con i terroristi per il rancore personale che prova nei confronti di Fujimaru.
- Miho Miyazawa - Tominaga Kyoko

medico curante di Haruka.
- Atsushi Yananaka - Kurosaki
- Shiho Watanabe - Murakami Anri
- Yasunari Takeshima - Sada
- Iona Mihara - Ishikawa Matsuko
- Satoshi Wada - Yoshioka Keisuke
- Keisuke Seki - insegnante
- Eguchi Noriko - Yasuda Yukiko
- Sayuri Oyamada - Yamamura Yoko

## Cast 2ª Stagione

### Studenti
- Haruma Miura - Fujimaru Takagi (Falcon)
- Takeru Satō - Kujo Otoya
- Umika Kawashima: Takagi Haruka

### THIRD-i
- Masahiro Takashima - Hagiwara Naotaro
- Yutaka Matsushige - Ikuma Kano
- Sei Ashina - Kaoru Minami

stretta collaboratrice di Ikuma
- Hisashi Yoshizawa - Goro Kirishima

addetto alla sorveglianza e agl'interrogatori di J.
- Taleo Nakahara - Takao Sonoma
- Atsuko Anami - Miki Sawakita

addetta alle telecomunicazioni della Third-i, gli verrà rapito il figlioletto dai terroristi.
- Kensei Mikami

collega e spalla di Goro.
- Makoto Akita

collega di Miki.

### Terrosisti
- Minase Yashiro - Ladybird
- Tatsuya Hino - Beast
- Jyonmyon Pe (Jyonmin Hai) - Mosquito

dirige la squadra esecutiva dei terroristi
- Anna Kanehara - Hotaru usato da Spider ai propri fini.

una ragazza alta e magra con un mantello in stile sudamericano sulle spalle. Distribuisce a moltissimi ragazzi adolescenti della città pistole e altre armi via internet.
- Ryūnosuke Kamiki - Hornet

ragazzino delle medie
- Mami Abe - Kana Emoto
- Hikari Mitsushima - Lisa Kurano, alias Spider

capo dei terroristi, è stata l'insegnante di Fujimaru, colei che gli ha insegnato l'hacking quando ancora frequentava le scuole medie. Figlia di Shikimura, porta però il cognome materno.

### Funzionari e polizia
- Raita Ryu - Kujo Akihito

capo del governo e nonno materno di Otoya.
- Takashi Fujiki

ministro della giustizia.
- Ryoko Takizawa

fa parte del consiglio di gabinetto del governo Kujo.
- Toshihiro Yashiba

segretario particolare del primo ministro.

### Altri
- Masane Tsukayama - il "professore"

vecchio amico del primo ministro Kujo, funzionario di un paese vicino ma presto fuoriuscito per implicazioni politiche, definito "l'ultima speranza di salvezza per il Giappone".
- Tomoka Kurokawa - Mizusawa

s'avvicina Fujimaru con scopi reconditi. Ex collega di Maya, è addetta alla sicurezza del "professore".
- Hiroki Narimiya - J (alias Jun Kanzaki)

contaminato da emissioni radioattive viene messo in quarantena strettissima nel reparto medico interno alla Third-i
- Michiko Kichise - Maya Orihara

assunta dal primo ministro in massima segretezza e messa sotto protezione da Kano
- Mina Fujii - Aoi Asada

carissima amica di Fujimaru, nonché di lui innamorata, verrà sequestrata dai terroristi per ricattare il ragazzo ed impedirgli di contrastarli.
- Eri Tokunaga- Anzai Mako

sorella di J, ha perduto la memoria ed è rinchiusa in una clinica sotto stretta sorveglianza.
- Takahiro Yanagisawa

compagno di scuola bullo di un amico di Haruka.
- Toshi Takeuchi

amico di Haruka, di cui è innamorato. Timido e pauroso, subisce i ricatti e le minacce di un gruppetto di bulli, questo fino a quando Hotaru non gli regala una pistola.
- Keisuke Horibe

medico responsabile di J alla clinica della Third-i
- Atsushi Miyauchi
- Cho Minwa
- Aki Hashimoto

## Sigle
- Over the rain ~Hikari no Hashi~ dei flumpool
- Zanzo dei flumpool